# ينغجة (مراغة)
ينغجة هي قرية في مقاطعة مراغة، إيران. عدد سكان هذه القرية هو 1,460 في سنة 2006.